# 眉山 (さだまさし)
『眉山』（びざん）は、徳島市の眉山をモチーフにしたさだまさしの小説。
2007年に犬童一心監督、松嶋菜々子主演で映画化、また同年に舞台化もされ、2008年には常盤貴子主演でテレビドラマ化された。
さらに2008年には石田ゆり子主演、2009年には黒谷友香主演で舞台化もされている。
舞台化の際にさだは同名の歌を作詞作曲しており、テレビドラマでも主題歌として用いられた。

## あらすじ
ふるさとの徳島県を離れて都会に出ている主人公・河野咲子は、母・河野龍子の入院先である病院から知らせを受け久々に帰郷した。医師からあと数ヶ月の命と言われ母を看取ろうと決心した矢先、咲子は母が「献体」を申し込んでいたことを知らされる。どうして献体なのかと疑問を持った咲子はある人物から呼び出され、母からの「人生が全部詰まった箱」を渡される。やがて咲子は会ったことのない父の存在と、母の想いに辿り着く。

## 書誌情報
単行本
- 幻冬舎 2004年12月24日刊行 ISBN 4-344-00727-1

文庫本
- 幻冬舎文庫 2007年4月9日刊行 ISBN 978-4-344-40941-5

## 映画
2007年5月12日公開。犬童一心監督、松嶋菜々子主演。

### キャスト
- 河野咲子：松嶋菜々子、黒瀬真奈美（14歳）、兼崎杏優（幼少期）
- 寺澤大介：大沢たかお
- 河野龍子：宮本信子
- 大谷容子：円城寺あや
- 松山賢一：山田辰夫
- 島田修平：永島敏行
- 小畠剛：中原丈雄
- 吉野三郎：金子賢
- 綿貫秀雄：本田博太郎
- 篠崎孝次郎：夏八木勲、竹本孝之（青年期）
- ：入江若葉
- ：上田耕一
- ：河原崎建三
- ：永衣美貴
- ：野波麻帆
- ：小山田サユリ
- ：村松利史
- ：本田大輔
- ：大塚和彦
- 森山晴美：松本じゅん
- ：高橋かすみ
- ：谷津勲
- ：窪田かね子
- ：小出ミカ

### スタッフ
- 監督：犬童一心
- 脚本：山室有紀子
- 音楽：大島ミチル
- 撮影：蔦井孝洋
- 美術：瀬下幸治
- 録音：志満淳一
- 照明：疋田ヨシタケ
- 編集：上野聡一
- チーフ助監督：熊澤誓人
- 音響効果：岡瀬晶彦、帆苅幸雄
- VFX・現像：東京現像所
- 音楽協力：東宝ミュージック
- 音響制作：東宝サウンドスタジオ
- 衣装：東宝コスチューム
- スタジオ：東宝スタジオ
- 映像制作：東宝映像美術
- ロケ協力：徳島県、徳島市、徳島市観光協会、徳島市経済部観光課、徳島県ロケーションサービス、阿波おどり振興協会、徳島県阿波踊り協会、阿波銀行、徳島銀行、四国放送、環境ビルサービス、徳島新聞社、南越谷阿波踊り振興会　ほか
- プロデューサー：遠藤学
- 企画協力：さだ企画
- 製作者：本間英行
- 製作統括：島谷能成、亀山千広、見城徹、安永義郎、谷泰三、中村美香、樫野孝人
- 製作委員会：東宝映画、フジテレビ、幻冬舎、博報堂DYメディアパートナーズ、関西テレビ、PPM、IMJエンタテインメント
- 配給：東宝

### 主題歌
- レミオロメン「蛍」

### 受賞
- 第31回日本アカデミー賞[1]
  - 最優秀音楽賞（大島ミチル）
  - 最優秀撮影賞（蔦井孝洋）
  - 最優秀照明賞（疋田ヨシタケ）

- - 優秀作品賞
  - 優秀監督賞（犬童一心）
  - 優秀助演女優賞（宮本信子）
  - 優秀録音賞（志満淳一）
  - 優秀編集賞（上野聡一）

### その他

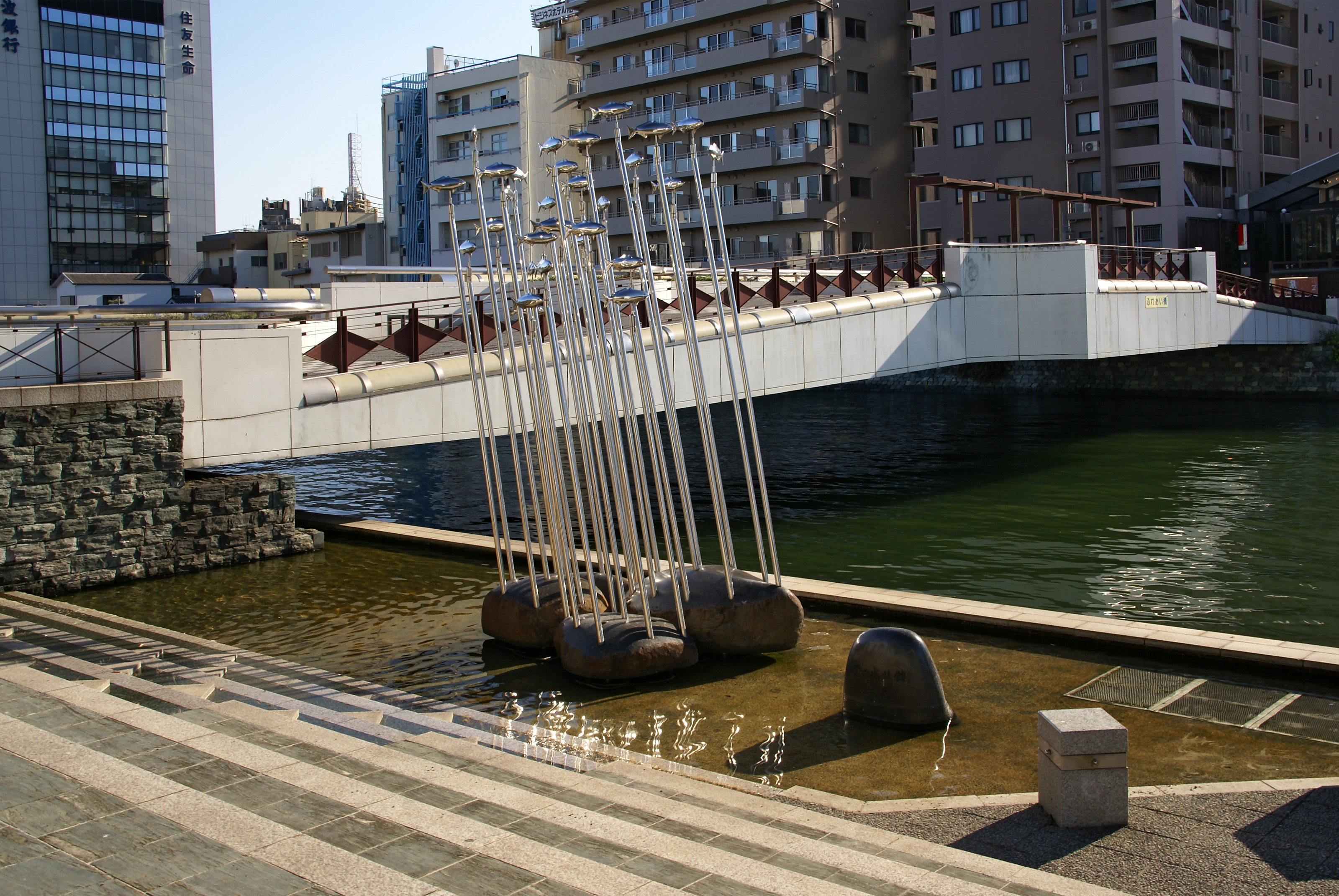
ロケ地の新町川水際公園に建つ記念のモニュメント

- 大半の撮影は舞台となった眉山がある徳島市で行なわれた。映画がヒットしたことから常盤貴子主演でテレビドラマ化（フジテレビジョンで春季特別番組として2008年4月4日の『金曜プレステージ』内で放映）。再び徳島県ロケが行われた。
- 宮本信子は、夫・伊丹十三の死を機に映画への出演を長らく控えていたが、本作で『マルタイの女』（1997年）以来実に10年ぶりに出演した。
- 徳島県・徳島市は、阿波踊りが終了した後の演舞場を解体せずにそのまま撮影で使用する事を許可する等[要出典]、それまでにないバックアップをしている。近年では、美馬市（脇町）・鳴門市・阿南市等を舞台とした映画はあったが、徳島市・そして阿波踊りを舞台とした映画が無かった事から、異例とも言える全面バックアップをしたものと思われる[要出典]。
- 原作者さだまさしの本職はシンガーソングライターであり、前作『解夏』の映画化の際には主題歌を担当しているが、この作品では原作であるという以外は何も関与していない。これに対しては、さだに対して「何故?」という疑問の声もあったようだが、さだは原作者が音楽にまで関与するのは「やり過ぎ」であり、スタッフに対する枷になってしまうからあえて関与しなかったとアルバム『Mist』の解説で述べている。なお、さだは舞台版では『眉山』という歌を作っている。

## テレビドラマ

### キャスト（テレビドラマ）
- 河野咲子・河野龍子（若い頃）：常盤貴子
- 河野龍子：富司純子
- 篠崎孝次郎：山本耕史→山本學
- 大谷啓子：宮崎美子
- 沢田祐一：小市慢太郎
- 新藤医師：山中敦史
- 田端：伊藤高史
- 秋江：朝比奈潔子
- 医師：西村雄正
- 看護師：金ヶ江悦子、鳥井美由季
- 患者：服部明美、緒方知佳
- カメラマン：梶原善
- 男：阿南健治
- 団子店主人：春海四方
- バスガイド：林季
- 樋口：平野稔

ほか

### スタッフ（テレビドラマ）
- 製作著作：フジテレビジョン
- 製作協力：映像京都
- 監督：永山耕三
- 脚本：浅野妙子
- 主題歌：さだまさし「眉山」
- 美術監修・プロデュース：西岡善信
- プロデュース：高井一郎、中島久美子、西村維樹、岡原伸幸
- 徳島ロケ協力：徳島県ロケーションサービス、徳島県観光協会、徳島県阿波踊り協会、徳島大学、徳島赤十字病院、南海フェリー、四国旅客鉄道、そごう徳島店 ほか
- ロケ協力：琵琶湖汽船、柴又神明会、柴又帝釈天、はとバス ほか
- 技術協力：バスク
- 照明協力：嵯峨映画
- 協力：松竹京都映画、関西ロケーションサービス、黒澤フィルムスタジオ ほか

## 舞台

### 2007年12月
キャスト（2007年の舞台）
- 石田ゆり子
- 宮本信子
- 山本學
- 石倉三郎
- 熊谷真実
- 高橋和也
- 正司花江
- 曽我廼家文童
- 阪田瑞穂
- 大鷹明良
- 福本伸一
- 木村靖司
- 朝倉伸二

スタッフ（2007年の舞台）
- 原作・テーマ音楽：さだまさし
- 脚本：齋藤雅文
- 演出：栗山民也

### 2009年8月

#### キャスト（2009年の舞台）
- 黒谷友香
- 宮本信子
- 石倉三郎
- 熊谷真実
- 曽我廼家文童
- 正司花江
- 高橋和也
- 山本學

#### スタッフ（2009年の舞台）
- 原作・テーマ音楽：さだまさし
- 脚本：齋藤雅文
- 演出：栗山民也
- 音楽：甲斐正人

## 関連書籍
フォトブック
- 『眉山 母なる山 松嶋菜々子』（幻冬舎、2007年） ISBN 978-4-344-01322-3  映画『眉山』のオフィシャルブック

コミックス
- 林久美子 画＼さだまさし 原作『眉山』（白泉社花とゆめコミックススペシャル、2007年） ISBN 978-4-592-18783-7